# Alaska y los Pegamoides (álbum)
Alaska y los Pegamoides es el primer álbum recopilatorio del grupo español Alaska y los Pegamoides, publicado por la compañía Hispavox el 13 de septiembre de 1983. Alaska y los Pegamoides incluye once canciones del grupo, entre los que se incluyen sus dos primeros sencillos, varias canciones de  caras B, y el sencillo promocional «El jardín» (1982). 

## Antecedentes
Tras el verano de 1982, Nacho dejó el grupo definitivamente y se unió a Dinarama. Mientras tanto, Ana y Eduardo seguían centrados en su proyecto con Parálisis Permanente. Debido a esta situación, Alaska decidió poner fin a la banda, comprometiéndose a cumplir con los compromisos pendientes. Como despedida, se lanzó el flexi-disco «El jardín», con la canción «Volar» en la cara B. Este sencillo promocional fue regalado a los asistentes de los últimos conciertos del grupo en Madrid. 
El último concierto de Pegamoides se celebró el 26 de noviembre de 1982 en la sala Yoko Lennon’s de Bilbao. A pesar de la disolución, hicieron una reaparición única el 1 de marzo de 1983 en la primera fiesta organizada por el programa Diario Pop de Radio Nacional de España, evento que tuvo lugar en la sala Rock-Ola de Madrid. A esta cita no asistió Carlos Berlanga, quien se encontraba en Canarias cumpliendo con el servicio militar.

## Lista de canciones
| Lado A |                                        |                                      |          |  |
| N.º    | Título                                 | Compositor(es)                       | Duración |  |
| 1.     | «La rebelión de los electrodomésticos» | Carlos García-Berlanga Ignacio Canut | 01:34    |  |
| 2.     | «Vértigo»                              | Berlanga Canut                       | 01:31    |  |
| 3.     | «Reacciones»                           | Berlanga Canut                       | 03:40    |  |
| 4.     | «El jardín»                            | Eduardo Benavente Canut              | 03:31    |  |
| 5.     | «Volar»                                | Benavente Canut                      | 03:05    |  |

| Lado B |                             |                            |          |  |
| N.º    | Título                      | Compositor(es)             | Duración |  |
| 6.     | «Horror en el hipermercado» | Berlanga Canut             | 02:20    |  |
| 7.     | «El hospital»               | Berlanga Canut             | 02:08    |  |
| 8.     | «Odio»                      | Berlanga Canut             | 02:13    |  |
| 9.     | «Bote de Colón»             | Berlanga                   | 01:57    |  |
| 10.    | «Quiero salir»              | Berlanga Canut Olvido Gara | 02:00    |  |
| 11.    | «Otra dimensión»            | Berlanga Canut             | 02:30    |  |

## Historial de lanzamientos
| Región | Fecha                    | Formato    | Discográfica       |
| ------ | ------------------------ | ---------- | ------------------ |
| España | 13 de septiembre de 1983 | LP, casete | Hispavox           |
| España | 1986                     | LP         | Hispavox           |
| España | 1991                     | CD         | Hispavox           |
| España | 1994                     | CD, casete | Difusión           |
| España | 2003                     | CD         | Hispavox           |
| España | 20 de abril de 2024      | LP         | Warner Music Spain |
| España | 24 de enero de 2025      | CD         | Warner Music Spain |